# Jarczów-Kolonia Druga
Jarczów-Kolonia Druga – kolonia w Polsce położona w województwie lubelskim, w powiecie tomaszowskim, w gminie Jarczów.
| SIMC    | Nazwa     | Rodzaj        |
| ------- | --------- | ------------- |
| 0890063 | Karczunek | część kolonii |
| 0890070 | Korycizna | część kolonii |

W latach 1975–1998 miejscowość administracyjnie należała do województwa zamojskiego.
Kolonia jest sołectwem w gminie Jarczów. Według Narodowego Spisu Powszechnego z roku 2011 kolonia liczyła 175 mieszkańców.
Wierni Kościoła rzymskokatolickiego należą do parafii św. Stanisława w Jarczowie.